# Jesús María Segura
Jesús María Segura Zubieta, nacido el 20 de abril de 1958 en la localidad navarra de Cirauqui (España), es un ex ciclista profesional entre los años 1980 y 1981.
Amateur:
Ganador de Copa Presidentes.
Subida a Gorla, batiendo el récord.
Memorial Cirilo Zunzarren.
Subida a la Virgen Blanca.
Vuelta Bidasoa.
1 etapa y 3.º en la Vuelta Navarra.
1 etapa y 3.º en Vuelta Guatemala.
Ganador Subida a Etxalar.
Ganador Critérium de Burgos.
Profesionalmente:

## Palmarés
1980-1981
1980 REYNOLDS
0 VICTORIAS
(}1.erTrofeo Ciudad de Burlada)
4.º Circuito de Guecho
7.º.Clásica San Bernabé (Logroño)
11.º.G.P.Oro
19.º.Challenge Costa de Azahar(e)
21.º.VUELTA A MALLORCA(e)
29.º.RUTA DEL SOL(e)
45.º.CAMPEONATO DE ESPAÑA
1981 REYNOLDS
0 VICTORIAS
3.º.5.ª etapa VLTA.ARAGÓN
23.º.Challenge Costa de Azahar(e)
24.º.Vuelta a los Valles Mineros(e)
24.º.Vuelta a Asturias(e)
26.º.Vuelta a Cantabria(e)
34.º.VUELTA A ARAGÓN(e)
69.º.VUELTA AL PAÍS VASCO(e)

## Resultados en Grandes Vueltas y Campeonato del Mundo
Durante su carrera deportiva ha conseguido los siguientes puestos en las Grandes Vueltas y en los Campeonatos del Mundo en carretera:
| Carrera         | 1980 | 1981 |
| --------------- | ---- | ---- |
| Giro de Italia  | -    | -    |
| Tour de Francia | -    | -    |
| Vuelta a España | -    | -    |
| Mundial en Ruta | -    | -    |

-: No participa

## Equipos
- Reynolds (1980-1981)